# Liste du patrimoine mondial en Zambie
Cet article recense les sites inscrits au patrimoine mondial en Zambie.

## Statistiques
La Zambie ratifie la Convention pour la protection du patrimoine mondial, culturel et naturel le 4 juin 1984. Le premier site protégé est inscrit en 1989.
En 2020, la Zambie compte un site inscrit au patrimoine mondial, naturel. 
Le pays a également soumis 7 sites à la liste indicative, 3 culturels, 2 naturels et 2 mixtes :
- 2 ont été soumis le 11 juin 1997 ;
- les 5 autres l'ont été le 10 mars 2009.

## Listes

### Patrimoine mondial
Les sites suivants sont inscrits au patrimoine mondial.
| Site                            | Province    | Type                   | Date | Superficie (ha) | Zone tampon (ha) | Lien | Notes | Coordonnées                      | Illus. |
| ------------------------------- | ----------- | ---------------------- | ---- | --------------- | ---------------- | ---- | --- | -------------------------------- | ------ |
| Mosi-oa-Tunya / Chutes Victoria | Méridionale | Naturel, (vii), (viii) | 1989 | 6 860           |                  | 509  | Site transfrontalier partagé avec le Zimbabwe ; la zone protégée en Zambie est incluse dans le parc national de Mosi-oa-Tunya. | 17° 55′ 30″ sud, 25° 51′ 18″ est |        |

### Liste indicative
Les sites suivants sont inscrits sur la liste indicative.
| Site                                                             | Province    | Type                             | Date | Lien | Notes | Coordonnées                      | Illus. |
| ---------------------------------------------------------------- | ----------- | -------------------------------- | ---- | ---- | --- | -------------------------------- | ------ |
| Monument à Dag Hammarskjöld (en)                                 | Copperbelt  | Culturel (i), (ii)               | 1997 | 867  | Inscrit sous le nom « Dag Hammarskjoeld Memorial (Crash site) » ; le site commémore l'accident du DC-6 des Nations unies à Ndola, qui causa la mort de Dag Hammarskjöld, alors secrétaire général des Nations unies. | 12° 58′ 29″ sud, 28° 31′ 22″ est |        |
| Site archéologique des chutes de Kalambo (habitat préhistorique) | Nord        | Culturel (i), (ii)               | 1997 | 868  | Inscrit sous le nom « Kalambo falls archaeological site (prehistoric settlement site) » ; le site fait l'objet d'une deuxième inscription en 2009.                                                                   | 8° 34′ 59″ sud, 31° 13′ 59″ est  |        |
| Forêt fossile de Chirundu                                        | Méridionale | Naturel (vii), (viii)            | 2009 | 5424 | Inscrit sous le nom « Chirundu Fossil Forest » | 16° 02′ 20″ sud, 28° 41′ 13″ est |        |
| Peintures rupestres de Mwela (en)                                | Nord        | Mixte (iii), (v), (vi)           | 2009 | 5425 | Inscrit sous le nom « Mwela Rock Paintings » | 10° 12′ 23″ sud, 31° 13′ 58″ est |        |
| Chutes de Kalambo                                                | Nord        | Mixte (iii), (iv), (vii), (viii) | 2009 | 5426 | Inscrit sous le nom « Kalambo Falls » ; le site avait déjà été inscrit en 1997. | 8° 34′ 59″ sud, 31° 13′ 59″ est  |        |
| Source du Zambèze                                                | Nord-Ouest  | Naturel (x)                      | 2009 | 5427 | Inscrit sous le nom « Zambezi Source » | 11° 45′ 29″ sud, 24° 25′ 44″ est |        |
| Le paysage culturel de Barotse                                   | Ouest       | Culturel (iii), (v)              | 2009 | 5428 | Inscrit sous le nom « The Barotse Cultural Landscape » | 15° 15′ sud, 23° 15′ est         |        |